# Pero Vučica
Pero Vučica (Split, 1959.) je hrvatski košarkaški trener i bivši hrvatski košarkaš i košarkaški dužnosnik.

## Igračka karijera
Igrao je za Jugoplastiku, s kojim je osvojio naslove državnog prvaka 1987./88. i 1988./89 te europskog prvaka 1988./89. u Münchenu. Govorilo se da je "najsimpatičniji brk u Jugoplastici". Prepoznatljiva je stila bio po tome što je pucao trice iz kuta.
S Jugoplastikom je 1988./89. osvojio Kup europskih prvaka. Igrali su: Toni Kukoč, Dino Rađa, Duško Ivanović, Velimir Perasović, Goran Sobin, Zoran Sretenović, Žan Tabak, Luka Pavičević, Teo Čizmić, Ivica Burić, Paško Tomić, Pero Vučica, a vodio ih je Božidar Maljković.
U sezoni 1979./80. i 1980./81. igrao je za Šibenku zajedno sa Zoranom Slavnićem i Draženom Petrovićem.

## Reprezentativna karijera
Igrao je za juniorsku reprezentaciju Jugoslavije na juniorskom europskom prvenstvu u Santiago de Campostelli 1976., gdje je osvojio zlato igrajući završnicu protiv SSSR-a. Igrao je zajedno s Čedom Brborićem, Predragom Bogosavljevim, Miodragom Marićem, Mladenom Ostojićem, Damirom Pavličevićem, Aleksandrom Petrovićem, Željkom Pribanovićem, Brankom Sikirićem, Milom Stankovićem, Stevom Vukasovićem, Radom Vukosavljevićem.

## Trenerska karijera
1999. je bio trenerom hrvatske reprezentacije na Olimpijskim igrama mladih (u sastavu su igrali Jelaska, Vukić, Jelčić, Morić, Ćuzela, Popović, Kurilić, Bičvić, Toroman, Mulić, Štefanac i Vrsaljko.
Bio je pomoćnim trenerom Nikši Bavčeviću u belgijskom klubu Dexiji Monsu Hainautu.
Trenerom je belgijskog kluba Basket Breea, s kojim je u sezoni 2007./08. došao do završnice doigravanja, gdje je igrao protiv Anzulovićevog i Giergina Charleroija. Angažman je zadržao i u sezoni 2008./09.
Stručni je voditelj međunarodnog košarkaškog kampa u Međugorju 2011. godine, gdje je radio s Borisom Kurtovićem, Jasminom Repešom, Zoranom Planinićem, Josipom Sesarom.

## Dužnosnička karijera
Bio je športskim direktorom košarkaša Splita od 2001., a na to je mjesto došao s trenerskog mjesta u rujnu 2001. godine. Dužnost je obnašao do 2003. godine.
Na hrvatskim izborima 2011. bio je na kandidatskoj listi Hrvatskog rasta za 10. izbornu jedinicu.

## Osvojeni trofeji

### Igrač
- klupski naslovi

KK Split
- državni prvak: 1987./88. i 1988./89

- europski prvak: 1988./89.

- reprezentativni naslovi:
- europski prvak (juniori): 1976.